# Takurō Shintani
Takurō Shintani (jap. 新谷 卓郎, Shintani Takurō; * 4. Februar 1943 in Kitakyūshū; † 14. November 1980 in Tokio) war ein japanischer Mathematiker, der sich mit Algebraischer Zahlentheorie befasste. 

## Leben und Wirken
Shintani studierte an der Universität Tokio mit dem Diplom 1967 bei Nagayoshi Iwahori. 1971 wurde er promoviert (On Dirichlet series whose coefficients are class numbers of integral binary cubic forms) und Assistenzprofessor an der Universität Tokio. Als Post-Doktorand war er 1971 bis 1973 am Institute for Advanced Study. 1978 wurde er Associate Professor in Tokio. 1979 besuchte er das Tata Institut in Bombay und 1980 das IHES.
In den 1970er Jahren arbeitete er mit Mikio Satō über Zetafunktionen prähomogener Vektorräume (die Sato 1970 einführte), über Modulformen (er fand eine Umkehrung der Shimura-Korrespondenz zwischen Modulformen halb- und ganzzahligen Gewichts) und im Langlands-Programm (Definition des Lifting automorpher Darstellungen über lokalen Körpern bei Basiswechsel).
1976 führte er eine nach ihm benannte Zetafunktion ein und bewies einen Satz über die Geometrie der Wirkung der Einheitengruppe (Struktur ihres Fundamentalbereichs) algebraischer Zahlkörper im Minkowski-Raum der Geometrie der Zahlen (Einheitensatz von Shintani). All das entwickelte er im Rahmen seiner Arbeit über die Werte der Zetafunktion total reeller algebraischer Zahlkörper an nicht positiven ganzen Zahlen, über die er auch auf dem Internationalen Mathematikerkongress 1978 vortrug. Er fand einen einfachen Ausdruck für die Werte der Zetafunktion an diesen Stellen durch fundamentale Größen des Zahlkörpers. Die Weiterentwicklung der Theorie führte ihn zu einer Vermutung über die Konstruktion von Klassenkörpern reellquadratischer Zahlkörper durch spezielle Werte doppelter Gammafunktionen. Shintani erkannte die Möglichkeit der Erweiterung auf imaginärquadratische Zahlkörper und Verbindungen zu Arbeiten von Harold Stark. Vermutungen über die Möglichkeit der Konstruktion von Klassenkörpern reellquadratischer Zahlkörper entlang dieser Theorie sind heute nach Shintani und Stark benannt. Shintani ordnete diese Untersuchungen als Zugang zu Hilberts zwölftem Problem ein, der Suche nach analytischen Funktionen, deren spezielle Werte für die Konstruktion von abelschen Erweiterungen algebraischer Zahlkörper geeignet sind.
1978 erhielt er den Iyanaga-Preis. Im selben Jahr war er Invited Speaker auf dem Internationalen Mathematikerkongress in Helsinki (On special values of zeta functions of totally real algebraic number fields).

## Schriften
- mit M. Sato: On Zeta functions associated with prehomogeneous vector spaces, Annals of Mathematics, Band 100, 1974, 131–170
- On Zeta functions associated with the vector space of quadratic forms, J. Fac. Sci. Univ. Tokio, 22, 1975, S. 26–65
- On evaluation of zeta functions of totally real algebraic number fields at non-positive integers,  Journal of the Faculty of Science. University of Tokyo, Section IA. Mathematics, Band 23, 1976, S. 393–417
- A remark on zeta functions of algebraic number fields, in: Automorphic forms, representation theory and arithmetic (Bombay, 1979), Tata Inst. Fund. Res. Studies in Math. 10, Bombay: Tata Inst. Fundamental Res., 1981, S. 255–260